# Вайлаки
Вайлаки е Калифорнийско индианско племе, живяло по Ийл Ривър и по нейния северен ръкав, както и по Кекауака Крийк. Били разделени на 3 основни подразделения, състоящи се общо от 19 групи, живеещи в общо 95 села:
- Тсеннакенне (Ийл Ривър вайлаки)
- Банесо (Норд Форк вайлаки)
- Пийч вайлаки – в горната част на Норд Форк на Ийл Ривър.

Всяка група е ръководена от наследствен вожд, който имал правото само да разрешава различни спорове и да осигури храната при официални церемонии. Вождовете имали право да имат повече от една жена.
Името вайлаки идва от езика Уинту и означава „северен език“. Името им в племето юки било подобно, „как’уигс – северните хора“. Преди европейския контакт племето наброява над 1000 души, а според някои учени дори 2700. През 1910 г. са регистрирани общо 227 вайлаки общо. През 1990 г. племето има 1190 записани членове, повечето от които живеят в резервата Роунд Вали и Ранчерията Шугър Боул и са известни със своите шамани.
Основна социална единица било разширеното семейство. Две или повече такива семейства живеели в един дом, който бил с кръгла форма, конусовиден покрив от кора или дъски и с централно огнище. Основна храна били жълъдите и еленското месо, допълвана с различни семена, диви растителни храни, риба, основно сьомга и дребен дивеч. Културата им била силно повлияна от тази на съседите им уинту. Размяната на подаръци формирали основите на брачните формалности. Мъртвите били погребвани с лице на изток, а по-късно върху гроба натрупвали камъни. Съпрузите били погребвани заедно. Къщата на умрелия се унищожавала.
През лятото носели малко дрехи. Мъжете обикновено носели набедреник и риза от еленова кожа, а жените две престилки или пола от кора или еленова кожа. Не е известно да са воювали със съседите си. Най-често различните села се спречквали помежду си за отмъщение за убит човек или обида.
Според вярванията им всяко живо същество и предмет притежава собствена душа. Имали различни видове шамани, както мъже така и жени. Източник на силата и властта на шаманите била способността им да общуват с „Катанагаи“ (Създателя).